# Diamphipnopsis
Diamphipnopsis är ett släkte av bäcksländor. Diamphipnopsis ingår i familjen Diamphipnoidae.
Kladogram enligt Catalogue of Life:
| Diamphipnopsis | \| \| Diamphipnopsis beschi \| \| \| \| \| \| Diamphipnopsis samali \| \| \| \| |
|                | \| \| Diamphipnopsis beschi \| \| \| \| \| \| Diamphipnopsis samali \| \| \| \| |
|                | Diamphipnoa                                                                     |
|                |                                                                                 |
|                | Diamphipnopsis beschi                                                           |
|                |                                                                                 |
|                | Diamphipnopsis samali                                                           |
|                |                                                                                 |

|  | Diamphipnopsis beschi |
|  |                       |
|  | Diamphipnopsis samali |
|  |                       |